# Lisne, Vasîlivka
Lisne (în ucraineană Лісне) este un sat în comuna Luhove din raionul Vasîlivka, regiunea Zaporijjea, Ucraina.

## Demografie
Componența lingvistică a localității Lisne
     Ucraineană (86,25%)
     Rusă (13,75%)
Conform recensământului din 2001, majoritatea populației localității Lisne era vorbitoare de ucraineană (86,25%), existând în minoritate și vorbitori de rusă (13,75%).